# Fläresjön
Fläresjön är en sjö i Gislaveds kommun i Småland och ingår i Nissans huvudavrinningsområde. Sjön har en area på 0,0556 kvadratkilometer och ligger 177,1 meter över havet.

## Delavrinningsområde
Fläresjön ingår i det delavrinningsområde (636768-136783) som SMHI kallar för Ovan Flankabäcken. Avrinningsområdets medelhöjd är 214 meter över havet och ytan är 52,99 kvadratkilometer. Det finns inga delavrinningsområden uppströms utan avrinningsområdet är högsta punkten. Hylteån som avvattnar avrinningsområdet har biflödesordning 2, vilket innebär att vattnet flödar genom totalt 2 vattendrag innan det når havet efter 136 kilometer. Delavrinningsområdet består mestadels av skog (67 procent) och sankmarker (12 procent). Avrinningsområdet har 0,8 kvadratkilometer vattenytor vilket ger det en sjöprocent på 1,5 procent. Bebyggelsen i området täcker en yta av 2,65 kvadratkilometer eller 5 procent av avrinningsområdet.